# Pisarovina
Pisarovina ist eine Gemeinde am linken Ufer des Flusses Kupa im Süden der Gespanschaft Zagreb in Zentral-Kroatien. 

## Ortschaften in der Gemeinde
Die Gemeinde besteht aus den 14 Ortschaften:
- Bratina
- Bregana Pisarovinska
- Donja Kupčina
- Dvoranci
- Gorica Jamnička
- Gradec Pokupski
- Jamnica Pisarovinska
- Lijevo Sredičko
- Lučelnica
- Pisarovina (Pisarovina)
- Podgorje Jamničko
- Selsko Brdo
- Topolovec Pisarovinski
- Velika Jamnička

## Geschichte
Während des Zweiten Weltkrieges gehörte die Region zum  faschistischen Unabhängigen Staat Kroatien (NDH). In Pisarovina wurden im April 1941 47 jüdische Emigranten unter Aufsicht der faschistischen Ustascha in private Wohnungen gebracht, die als Sammellager für Juden dienten. Einige konnten sich in italienische Zonen retten, 28 von ihnen wurden im März 1942 ins KZ Jasenovac und KZ Stara Gradiška deportiert.

## Wirtschaft
Größte Arbeitgeber der Gemeinde sind Jamnica, einer der größten Produzenten alkoholfreier Getränke Kroatiens, der in Pisarovina einen Abfüllbetrieb für Mineralwasser unterhält, sowie der deutsche Automobilzulieferer König Metall aus Gaggenau, der seit 2014 ein Stanz- und Presswerk sowie einen Werkzeugbau mit aktuell 320 Beschäftigten betreibt. Das Werk ist die größte Metallverarbeitungsfabrik in Kroatien. Nach dem langjährigen Inhaber und Geschäftsführer von König Metall, Otmar Zwiebelhofer, wurde die neuerbaute Straße Ulica Dr. Otmar Zwiebelhofer benannt, die in das Industriegebiet von Pisarovina führt.

## Sport
- NK Jamnica Pisarovina

## Persönlichkeiten
- Predrag Goll (1931–2016), Maler, wurde in Pisarovina geboren